# Bussy (Fribourg)
Pour les articles homonymes, voir Bussy.
Bussy est une localité et une ancienne commune suisse du canton de Fribourg, qui est située dans le district de la Broye.

## Géographie
Bussy mesure 360 ha. 12,2 % de cette superficie correspond à des surfaces d'habitat ou d'infrastructure, 81,5 % à des surfaces agricoles, 5,5 % à des surfaces boisées et 0,8 % à des surfaces improductives.

## Histoire
Situé dans l'enclave d'Estavayer-le-Lac, le village de Bussy passe entre les mains de la ville de Fribourg en 1475-1476. En 1536, le village fait partie du bailliage d'Estavayer jusqu'en 1798 où il rejoint le district d'Estavayer jusqu'en 1848 où il est érigé en commune.
Le 1er janvier 2017, la commune fusionne avec celles d'Estavayer-le-Lac, de Morens, de Murist, de Rueyres-les-Prés, de Vuissens et de Vernay pour former la nouvelle commune d'Estavayer.

## Population

### Surnom
Les habitants de la commune sont surnommés les Tavans, soit les taons, et les Pourris.

### Démographie
Bussy compte 483 habitants en 2022. Sa densité de population atteint 134,2 hab./km².
Le graphique suivant résume l'évolution de la population de Bussy entre 1850 et 2008 :